# John Marascalco

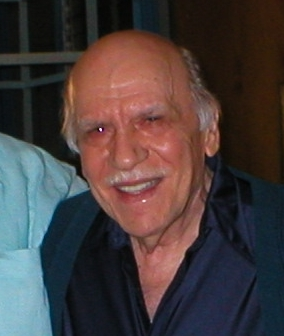
John Marascalco im Jahr 2002

John S. Marascalco (* 27. März 1931 in Grenada, Mississippi; † 5. Juli 2020 in Los Angeles) war ein amerikanischer Songwriter, Produzent und Verleger in den Genres Rhythm and Blues, Rock ’n’ Roll und Surf.

## Leben
John Marascalco übte sich bereits an der Highschool seiner Heimatstadt im Songwriting. Einer seiner ersten Versuche war eine Country-hafte Version von Rip It Up. Als er 1955 Elvis Presleys erste Aufnahmen für Sun Records im Radio hörte, besuchte er am 5. April ein Konzert des angehenden Stars in Charleston, Mississippi und spielte ihm den Titel im Backstage-Bereich vor. Elvis gefiel der Song und er schickte den Songwriter nach Memphis, wo dieser sich allerdings nicht mit dem Label-Boss Sam Phillips auf einen Autorenvertrag einigen konnte. Immerhin organisierte Marascalco ein Konzert Presleys in seiner Heimatstadt Grenada zwei Wochen später. Elvis Presley nahm Rip It Up erst einige Jahre später für RCA Records auf. Über diesen Kontakt zu Sam Phillips konnte Marascalco später noch seine 1957 von Billy Lee Riley aufgenommenen Komposition Wouldn’t You Know und Dance with Me Honey bei Sun Records platzieren, von denen aber nur erstere zeitnah zur Veröffentlichung kam.
Nach dem ersten missglückten Anlauf bei Sun wurde Marascalco auf den Rock ’n’ Roll Little Richards aufmerksam, als er dessen zweite Single Long Tall Sally Anfang 1956 im Radio hörte. Er schrieb für ihn Ready Teddy und bot es in Los Angeles Little Richards Produzenten Bumps Blackwell für die Veröffentlichung bei Specialty Records an. Dieser fragte nach weiteren Kompositionen und Marascalco überarbeitet Rip It Up für den extrovertierten Sänger, bei beiden Liedern ließ sich der Arrangeur Blackwell als Co-Autor registrieren. Eine weitere Co-Produktion der beiden war Good Golly Miss Molly, mit Leo Price schrieb er Send Me Some Lovin’ und mit Maybelle Jackson Heeby-Jeebies. Für Little Richards I Got It steuerte Marascalco einen neuen Text und den neuen Titel She’s Got It bei. Marascalco konnte nur bedingt vom Erfolg seiner Songs durch Little Richard profitieren, da der Label-Chef Art Rupe die Titel zu schlechten Konditionen durch seine eigenen Musikverlage verwerten ließ, so dass die Songwriting-Tantiemen gering ausfielen und der Großteil des Profits beim Label Specialty verblieb. Little Richard selbst nahm in einem Interview mit dem Goldmine Magazin im Jahr 1989 für sich in Anspruch, die meisten Songs Marascalcos selbst komponiert zu haben. Marascalco sei lediglich sein Fahrer gewesen, der ihm einige Textideen vorschlug. Weitere Marascalco-Kompositionen bei Specialty waren 1956 Lloyd Price’ Rock ’n’ Roll Dance und Roy Montrells (Everytime I Hear) That Mellow Saxophone, das sich zum R&B-Standard entwickelte.
Die Erfahrungen bei Specialty Records nutzten Marascalco, als er zu Beginn der 1960er als Songwriter und Produzent eigene kleine Plattenlabel führte oder gründete, darunter Infinity Records, Lola Records, Cee-Jam Records, JC Records, Sabrina Records, Ruby-Doo Records und Zooma Records, deren Songs er bei seinem Musikverlag Robin Hood Music zu einem großen Teil auch selbst verlegte. Marascalco arbeitete mit einigen namhaften Musikern in deren frühen Karriere, darunter mit den Burnette Brothers, mit den Songwritern Tommy Boyce und Bobby Hart vor deren gemeinsamen Arbeiten für The Monkees sowie George Motola in Hollywood. Bekannte Titel sind Dorsey Burnettes Bertha Lou auf Surf Records, Fats Dominos Be My Guest auf Imperial Records und Jesse Belvins Goodnight My Love (Pleasant Dreams) auf Modern Records.

Das Company Sleeve der Plattenfirma Surf Records wirbt mit Kompositionen John Marascalcos.

Als Produzent und Verleger war Marascalco um 1963 auch in der Entwicklung des Surf- und Garagenrocks involviert. So war er mit Richard Delvy von den Challengers an der Entstehung des Surf-Klassikers Wipe Out der Surfaris beteiligt. Er unterstützte zudem finanziell den jungen Harry Nilsson, dessen Karriere er zusammen mit dem Kollegen Scott Turner anschob. Gemeinsam schrieben und veröffentlichten sie Nilssons frühe Singles unter verschiedenen Pseudonymen, darunter die Titel Groovy Little Suzie, welchen Little Richard adaptierte, Baa Baa Blacksheep und All for the Beatles. Marascalcos Songs wurden auch in Australien und Neuseeland durch einheimische Interpreten populär: Lonnie Lee nahm erfolgreich Star Light Star Bright auf und Mr. Lee Grant hatte mit Opportunity einen Nummer-1-Hit. Seine Produktionen promotete Marascalco über Radio, unter anderem über den irisch-amerikanischen DJ Godfrey Kerr, dessen eigene Aufnahme von The Trip er auf Cee-Jam Records herausbrachte. Weitere Künstler, die Marascalco betreute und auf seinen Labels veröffentlichte, waren The Electras mit den Doo-Wop-Songs Ten Steps to Love und Can’t You See It in My Eyes sowie The Jaguars, deren Song Charlena er verlegt. 1975 erschien mit Back Door Sally eine Marascalco-Komposition auf Keith Moons einzigem Solo-Album Two Sides of the Moon.

Unterschrift

John Marascalco starb am 5. Juli 2020 im Alter von 89 Jahren in Los Angeles.